# Torrent de Comaerma
El Torrent de Comaerma és un afluent per l'esquerra del Cardener, al Bages. El curs del Torrent de Comaerma transcorre íntegrament pel terme municipal de Navars.

## Xarxa hidrogràfica
La xarxa hidrogràfica del Torrent de Comaerma està integrada per 3 cursos fluvials que sumen una longitud total de 2.907 m.